# Biomorfizm
Biomorfizm – określenie pewnych poglądów wiążących się z filozofią przyrody – mianowicie ujmowanie zjawisk psychicznych, społecznych a niekiedy nawet fizycznych jako specyficznych form życia. Poglądy takie wiązały się z biologizmem, zwłaszcza rozumianym jako występujące na gruncie psychologii próby wyjaśniania zjawisk psychicznych wyłącznie przy odwołaniu się do wyników i metod nauk biologicznych.